# 植松幸雅
植松 幸雅（うえまつ ゆきまさ）は、江戸時代中期の公卿。植松家4代当主。
宝暦勤王二十廷臣の一人。贈正三位。

## 経歴
享保6年（1721年）11月11日、植松雅孝の子として生まれる。母は家女房。はじめ、雅久といった。父・雅孝には、はじめ子がなかったため、岩倉家から賞雅が養子に入っていたが、その後、幸雅が誕生した。
享保18年（1733年）11月27日、叙爵（13歳）。同20年（1735年）1月9日、賞雅の養子となる。同月22日、元服し、侍従となる（15歳）。
元文2年（1737年）2月12日、従五位上（17歳）。同5年（1740年）2月2日、内蔵権頭（20歳）。同6年/寛保元年（1741年）12月21日、正五位下（21歳）。同3年（1743年）8月29日、右兵衛権佐（23歳）。
延享2年（1745年）3月23日、備前介。同年5月27日、従四位下（25歳）。同5年/寛延元年（1748年）12月27日、上総権介（28歳）。同2年（1749年）12月24日、従四位上（29歳）。
宝暦2年（1752年）12月22日、権介を辞任（32歳）。同3年（1753年）1月5日、正四位下（33歳）。同年5月8日、左近衛権少将（33歳）。同7年（1757年）1月26日、左近衛権中将（37歳）。
宝暦8年（1758年）1月5日、従三位となり、公卿に列した。
宝暦事件に連座して、落飾を命じられた。宝暦10年（1760年）12月25日、落飾して幽水と号した（40歳）。
安永6年（1777年）9月5日、死去。56歳。号は潜竜院。
明治24年（1891年）になり、贈位された。

## 系譜
（出典：『日本史総覧』）
- 父：植松雅孝
- 母：家女房
- 養父：植松賞雅
- 正室：白川雅富の養女（滋野井実全の娘）
  - 子：植松雅陳